# Apertura de peón de dama

Apertura de peón de dama

Con el nombre de Apertura de peón de dama se engloban todas aquellas variantes que no entran en las líneas principales de apertura y defensa. Son líneas que, al no hacer 2.c4, no pueden transponer a otras líneas más activas. En general, con un juego lógico no se obtiene ventaja.

## Línea principal con 1... d5
|       |       |       |       |       |       |       |       |       |  |
|       | a8 rd | b8 nd | c8 bd | d8 qd | e8 kd | f8 bd | g8 nd | h8 rd |  |
| a7 pd | b7 pd | c7 pd | d7    | e7 pd | f7 pd | g7 pd | h7 pd |       |  |
| a6    | b6    | c6    | d6    | e6    | f6    | g6    | h6    |       |  |
| a5    | b5    | c5    | d5 pd | e5    | f5    | g5    | h5    |       |  |
| a4    | b4    | c4    | d4 pl | e4    | f4    | g4    | h4    |       |  |
| a3    | b3    | c3    | d3    | e3    | f3    | g3    | h3    |       |  |
| a2 pl | b2 pl | c2 pl | d2    | e2 pl | f2 pl | g2 pl | h2 pl |       |  |
| a1 rl | b1 nl | c1 bl | d1 ql | e1 kl | f1 bl | g1 nl | h1 rl |       |  |
|       |       |       |       |       |       |       |       |       |  |

(ECO D00-D05)
1.d4 d5
1.d4 d5 2.Cc3
1.d4 d5 2.Cc3 Cf6 3.e4
1.d4 d5 2.Cc3 Cf6 3.e4 dxe4 4.f3 exf3 5.Cxf3 e6
1.d4 d5 2.Cc3 Cf6 3.e4 e5
1.d4 d5 2.Cc3 Cf6 3.Ag5
1.d4 d5 2.Cc3 Cf6 3.Ag5 Af5 4.Axf6
1.d4 d5 2.Cc3 Cf6 3.Ag5 Af5 4.f3
1.d4 d5 2.Cc3 Ag4
1.d4 d5 2.Cf3
1.d4 d5 2.Cf3 Cf6
1.d4 d5 2.Cf3 Cf6 3.e3
1.d4 d5 2.Cf3 Cf6 3.e3 e6
1.d4 d5 2.Cf3 Cf6 3.e3 e6 4.Cbd2 c5 5.b3
1.d4 d5 2.Cf3 Cf6 3.e3 e6 4.Ad3
1.d4 d5 2.Cf3 Cf6 3.e3 e6 4.Ad3 c5 5.b3
1.d4 d5 2.Cf3 Cc6
1.d4 d5 2.Cf3 c5
1.d4 d5 2.Af4
1.d4 d5 2.Af4 c5
1.d4 d5 2.Ag5
1.d4 d5 2.e3 Cf6 3.Ad3

## Línea principal con 1... Cf6
|       |       |       |       |       |       |       |       |       |  |
|       | a8 rd | b8 nd | c8 bd | d8 qd | e8 kd | f8 bd | g8    | h8 rd |  |
| a7 pd | b7 pd | c7 pd | d7 pd | e7 pd | f7 pd | g7 pd | h7 pd |       |  |
| a6    | b6    | c6    | d6    | e6    | f6 nd | g6    | h6    |       |  |
| a5    | b5    | c5    | d5    | e5    | f5    | g5    | h5    |       |  |
| a4    | b4    | c4    | d4 pl | e4    | f4    | g4    | h4    |       |  |
| a3    | b3    | c3    | d3    | e3    | f3    | g3    | h3    |       |  |
| a2 pl | b2 pl | c2 pl | d2    | e2 pl | f2 pl | g2 pl | h2 pl |       |  |
| a1 rl | b1 nl | c1 bl | d1 ql | e1 kl | f1 bl | g1 nl | h1 rl |       |  |
|       |       |       |       |       |       |       |       |       |  |

(ECO A45-A46, A52)
1.d4 Cf6
1.d4 Cf6 2.g4
1.d4 Cf6 2.f4
1.d4 Cf6 2.f3
1.d4 Cf6 2.f3 d5 3.e4
1.d4 Cf6 2.f3 d5 3.g4
1.d4 Cf6 2.Cf3 Lleva a las líneas principales
1.d4 Cf6 2.Cf3 e6 3.e3
1.d4 Cf6 2.Cf3 Ce4
1.d4 Cf6 2.c4 Lleva a las líneas principales
1.d4 Cf6 2.c4 Cc6
1.d4 Cf6 2.c4 b6 Defensa india de dama acelerada
1.d4 Cf6 2.c4 g6 3. Cc3 d5 Defensa Grünfeld
1.d4 Cf6 2.c4 e6 Lleva a las líneas principales (ECO E00)
1.d4 Cf6 2.c4 e6 3.Ag5
1.d4 Cf6 2.c4 e6 3.Cf3 (ECO E10)
1.d4 Cf6 2.c4 e6 3.Cf3 a6
1.d4 Cf6 2.c4 e6 3.Cf3 Ce4

## Otras líneas
(ECO A40-A41)
1.d4 Cc6
1.d4 e5
1.d4 e5 2.dxe5 Cc6 3.Cf3 De7 4.Dd5 f6 5.exf6 Cxf6
1.d4 e6
1.d4 e6 2.c4 b6
1.d4 e6 2.c4 Ab4+
1.d4 d6 2.Cf3 Ag4
1.d4 b6
1.d4 b5